# 우즈베키스탄 국민부흥민주당
우즈베키스탄 국민부흥민주당(우즈베크어: Oʻzbekiston Demokratik Partiyasi) 또는 밀리 티클라니슈(우즈베크어: Milliy Tiklanish)는 1995년 창당된 우즈베키스탄의 민족 보수 정당이다. 우즈베키스탄의 집권여당인 우즈베키스탄 자유민주당과 동맹을 맺고 있다.
| 선거   | 당 후보               | 득표(표) | 득표율(%) | 결과 |
| 선거   | 당 후보               | 첫       | 첫        | 결과 |
| ------ | --------------------- | -------- | --------- | ---- |
| 2015년 | 아크말 사이도프       | 582,688  | 3.08      | 낙선 |
| 2016년 | 사르바르 오타무라도프 | 421,055  | 2.35      | 낙선 |
| 2021년 | 알리셰르 코디로프     | 888,515  | 5.49      | 낙선 |

## 갤러리

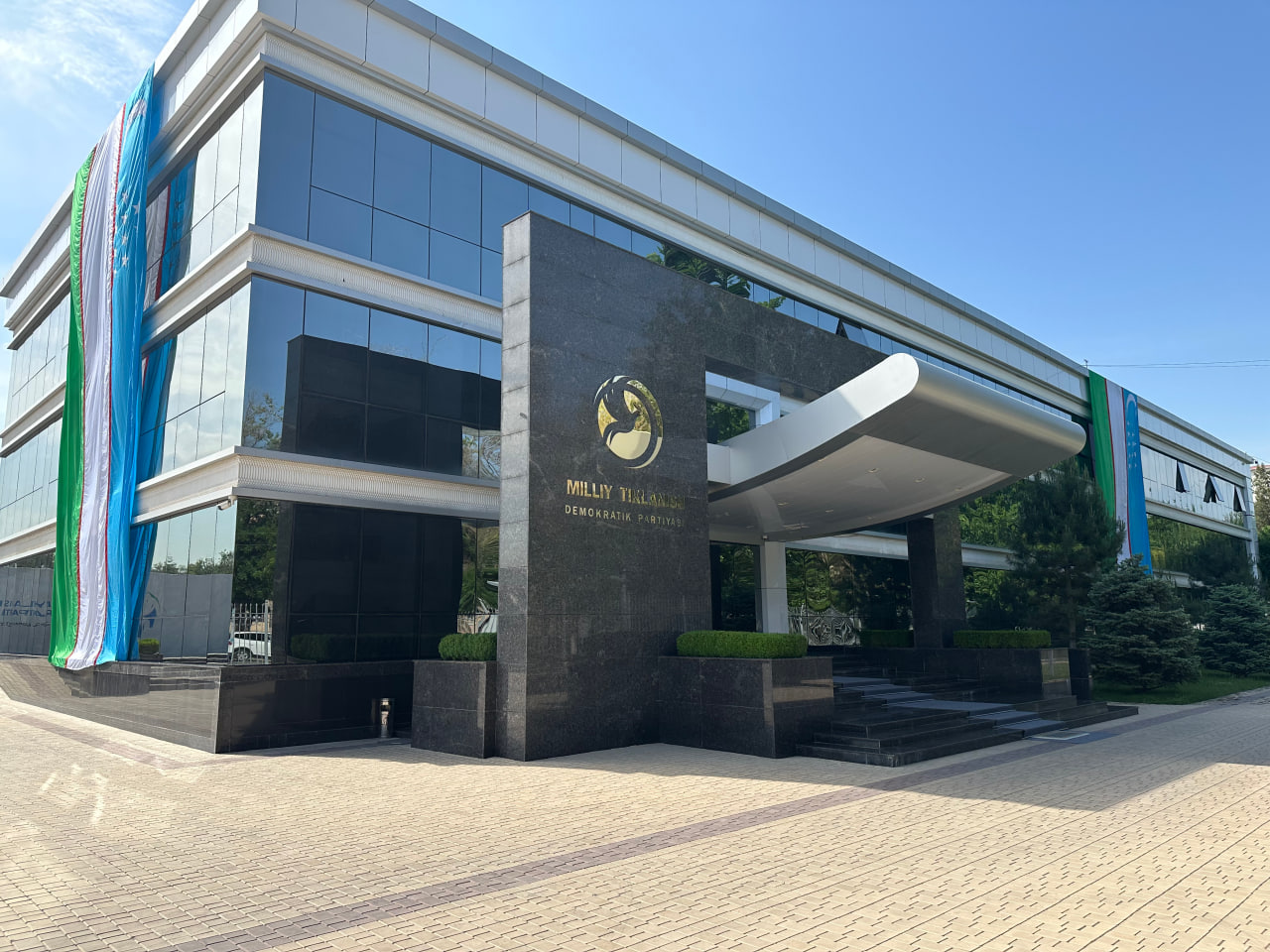
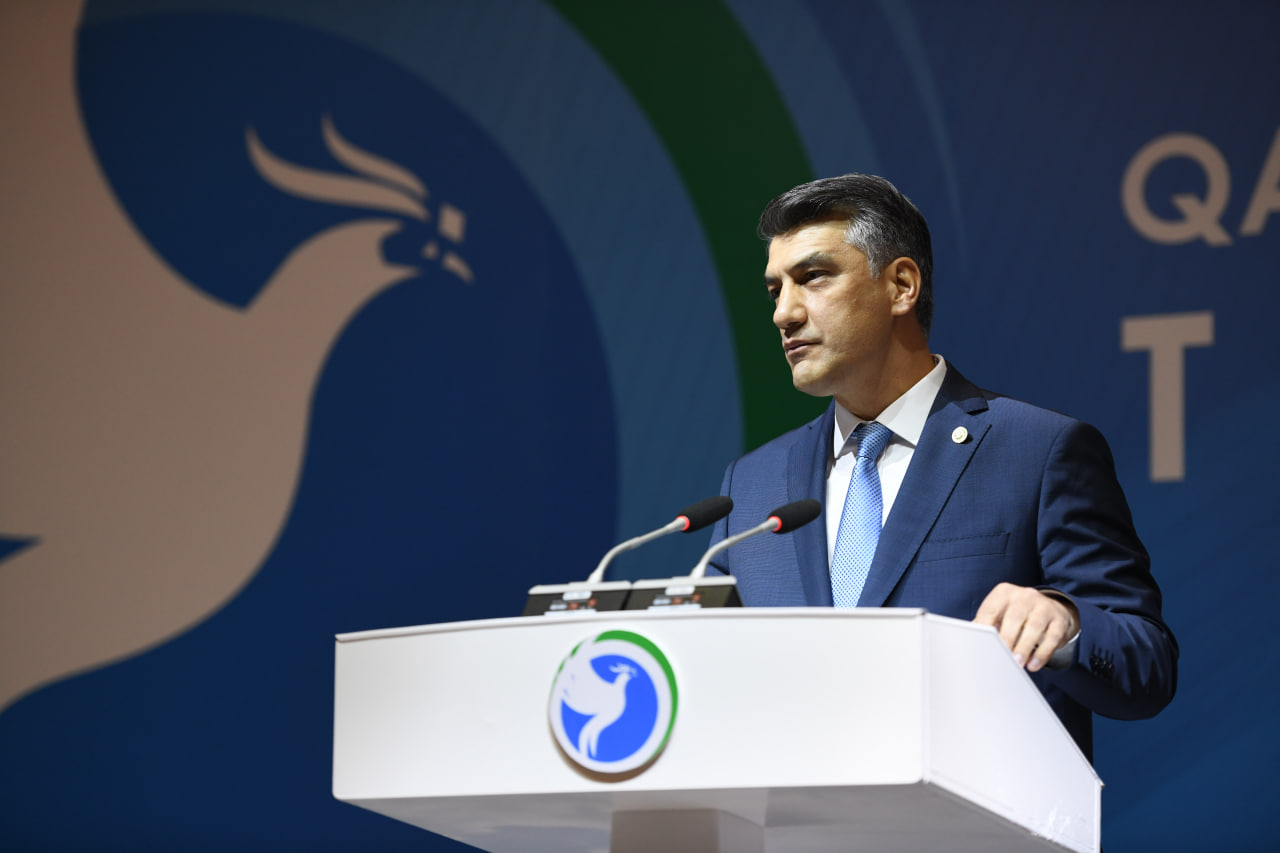
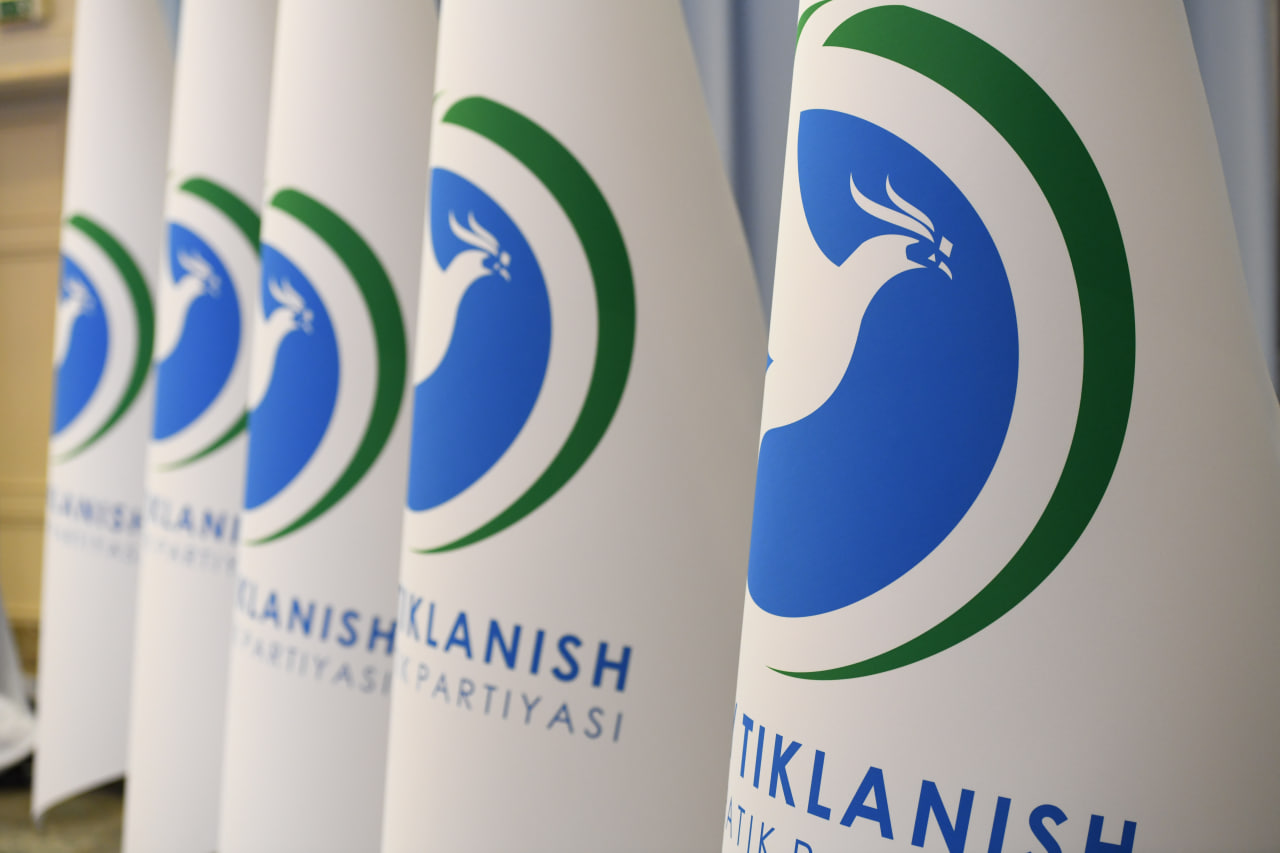
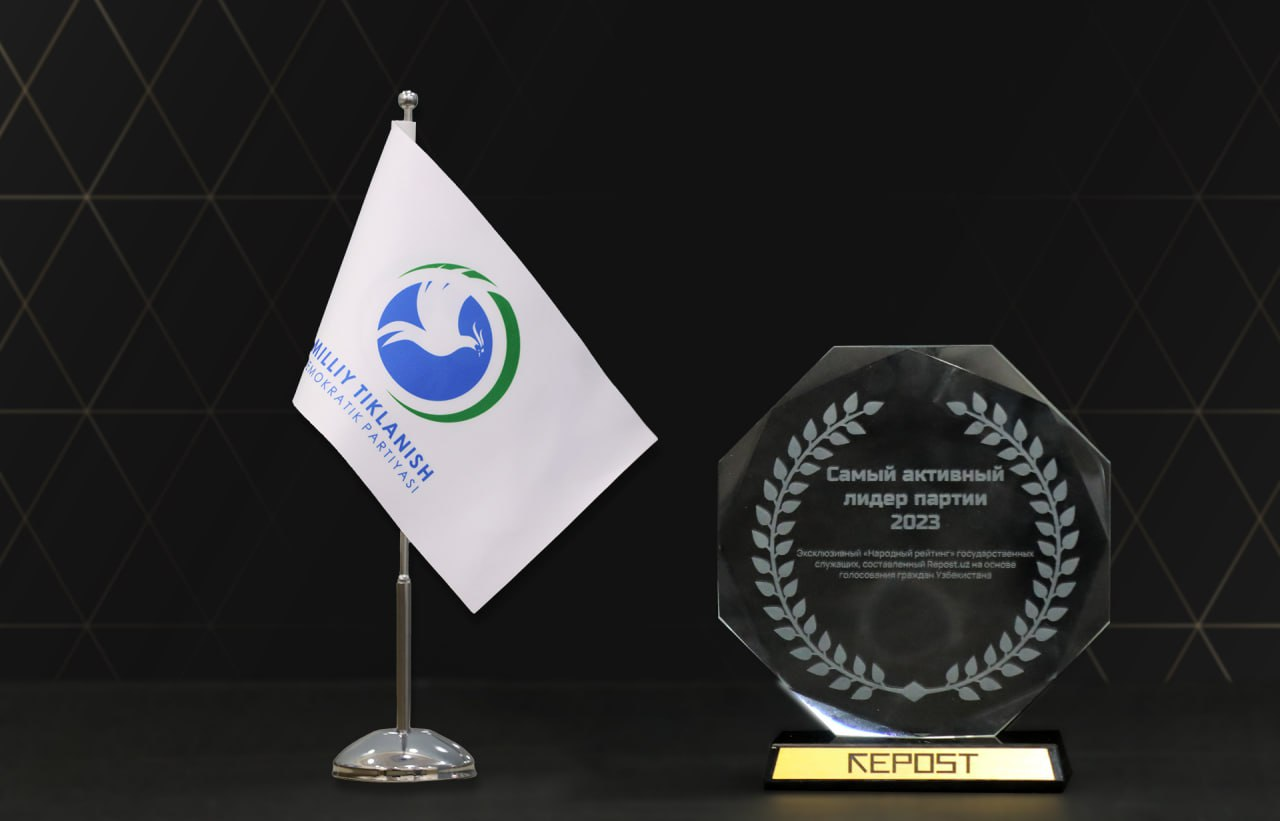
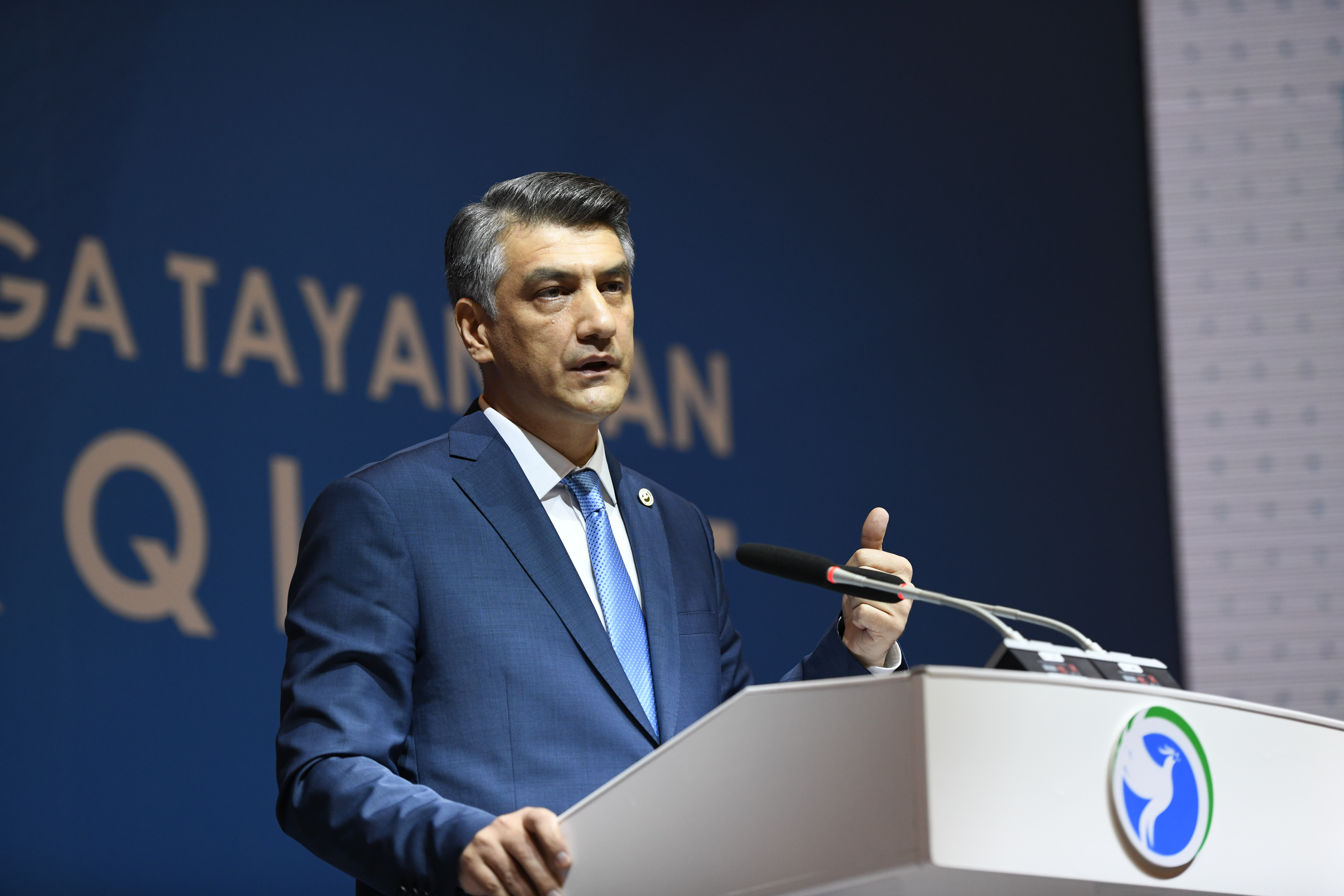
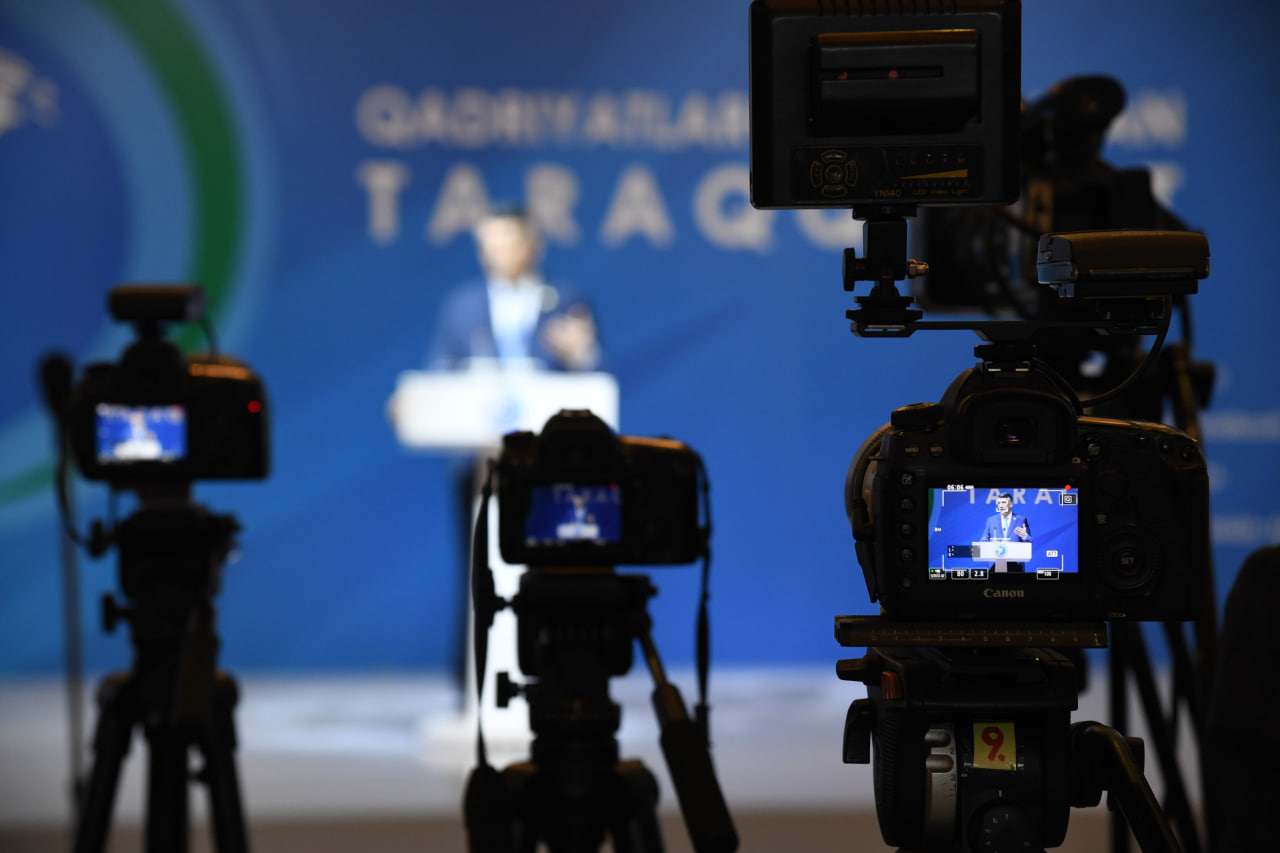
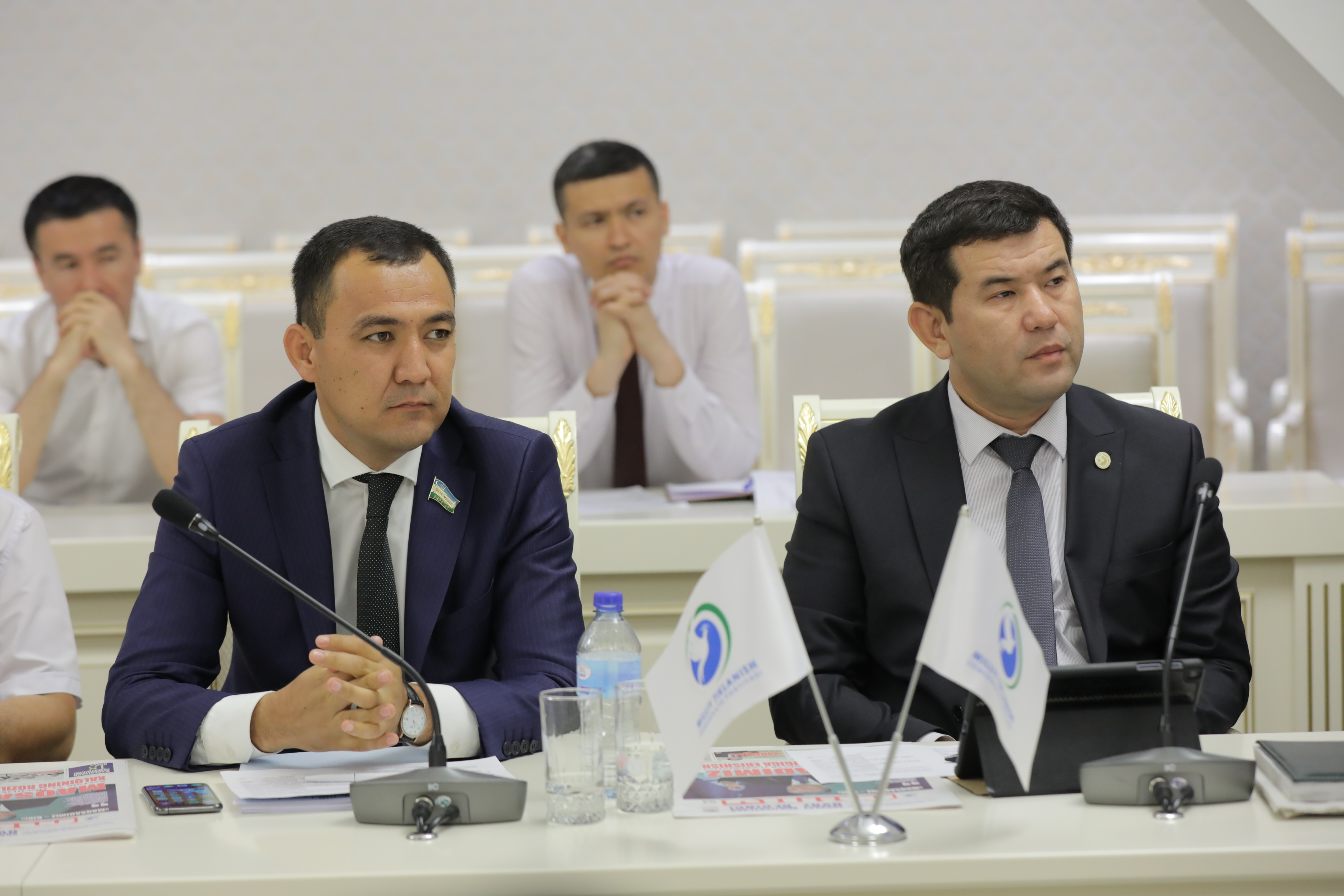
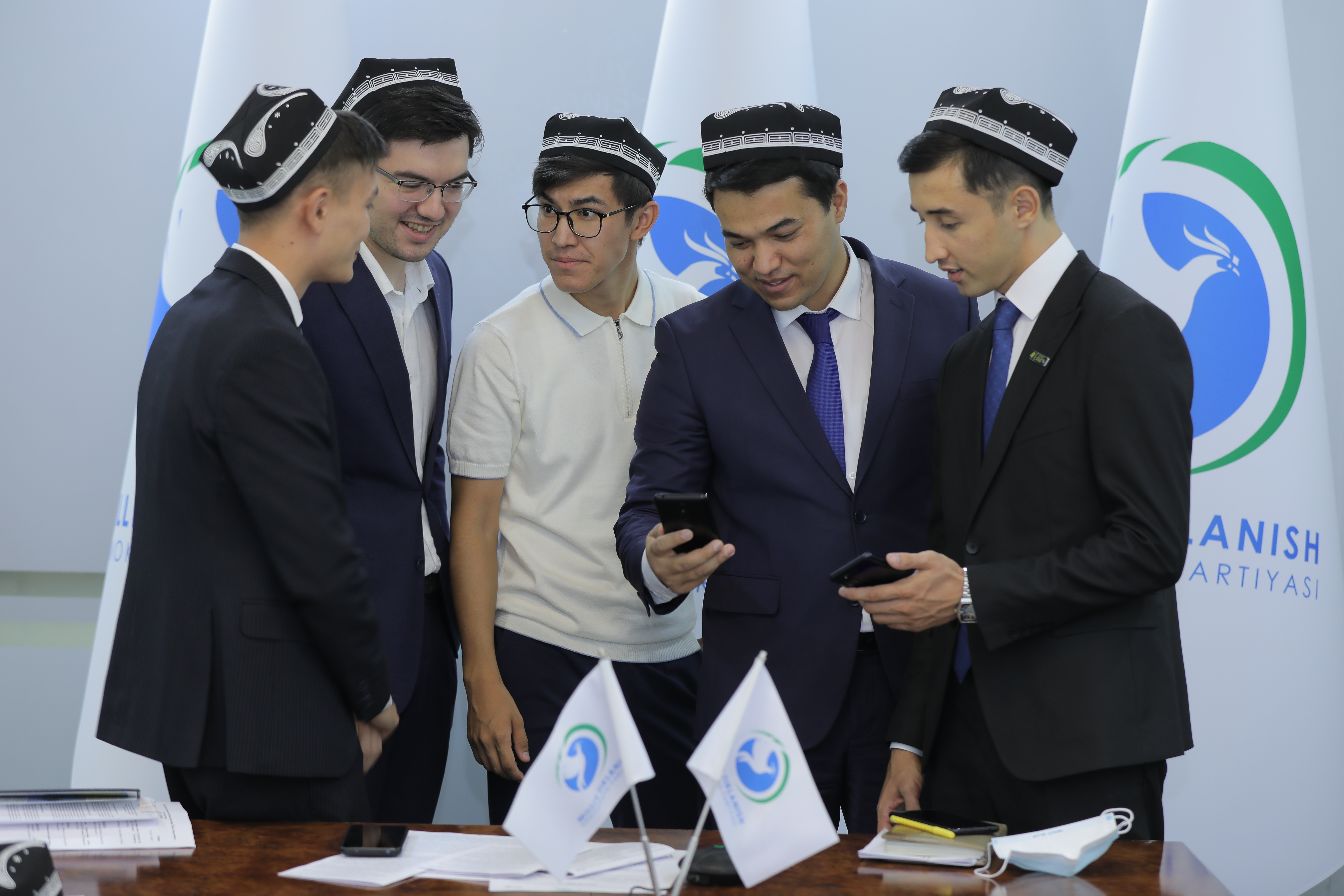
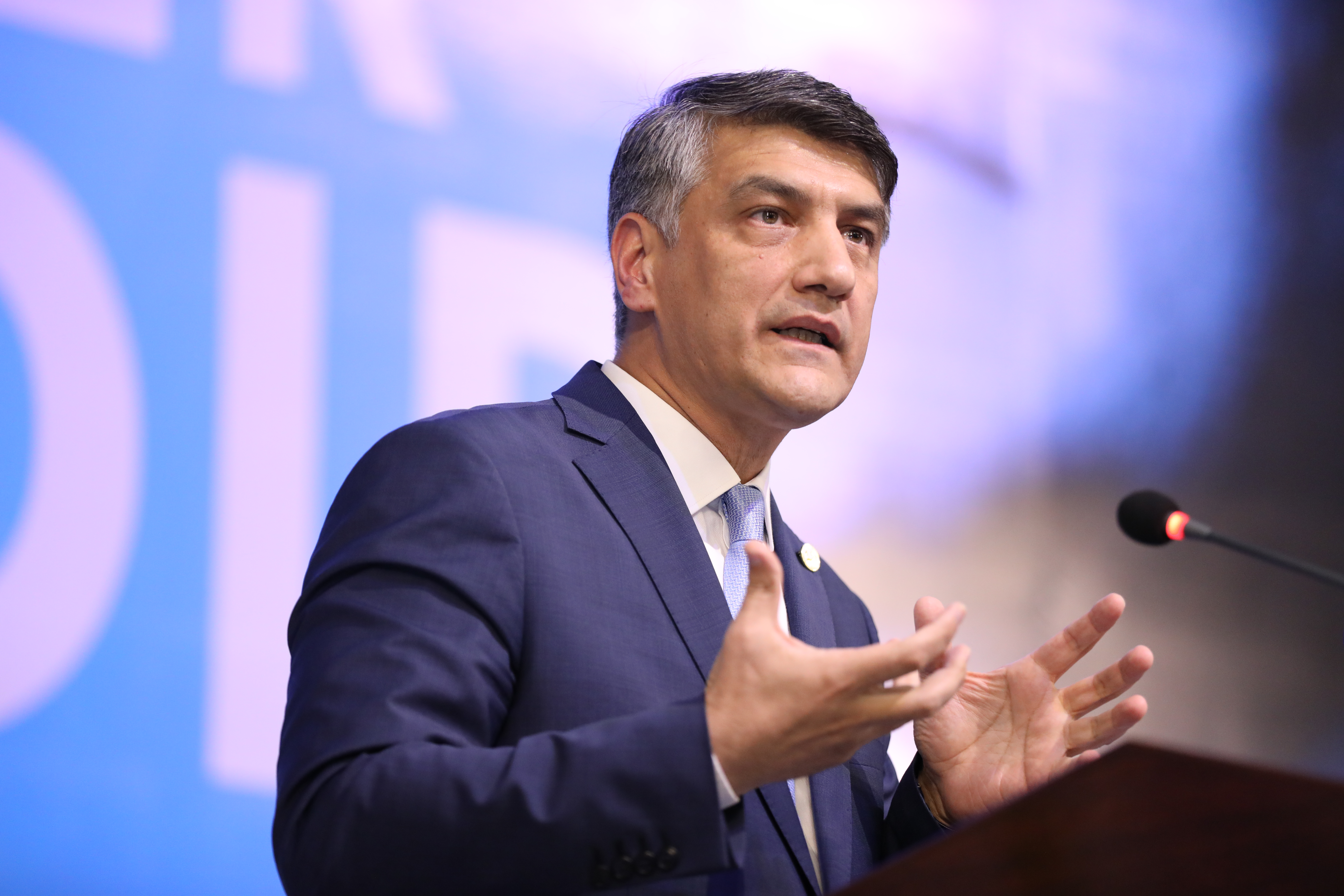